# Archytas aterrimus
Archytas aterrimus là một loài ruồi trong họ Tachinidae.